# Дарби Тауншип (Пенсилванија)
Дарби Тауншип (енгл. Darby Township) град је у америчкој савезној држави Пенсилванија.

## Демографија
По попису из 2000. године број становника је 9.622.
| Група             | 2000.         | 2010.    |
| Белци             | 5.961 (62,0%) | 0 (0,0%) |
| Афроамериканци    | 3.498 (36,4%) | 0 (0,0%) |
| Азијати           | 23 (0,2%)     | 0 (0,0%) |
| Хиспаноамериканци | 86 (0,9%)     | 0 (0,0%) |
| Укупно            | 9.622         | 0        |